# Carpates blanches
Les Carpates blanches (en tchèque : Bílé Karpaty ; en slovaque : Biele Karpaty) sont un massif montagneux des Carpates occidentales, un ensemble de moyennes montagnes qui se trouvent de part et d'autre de la frontière entre la Tchéquie et la Slovaquie. Elles sont qualifiées de « blanches » du fait de leur composition dolomitique.

## Géographie

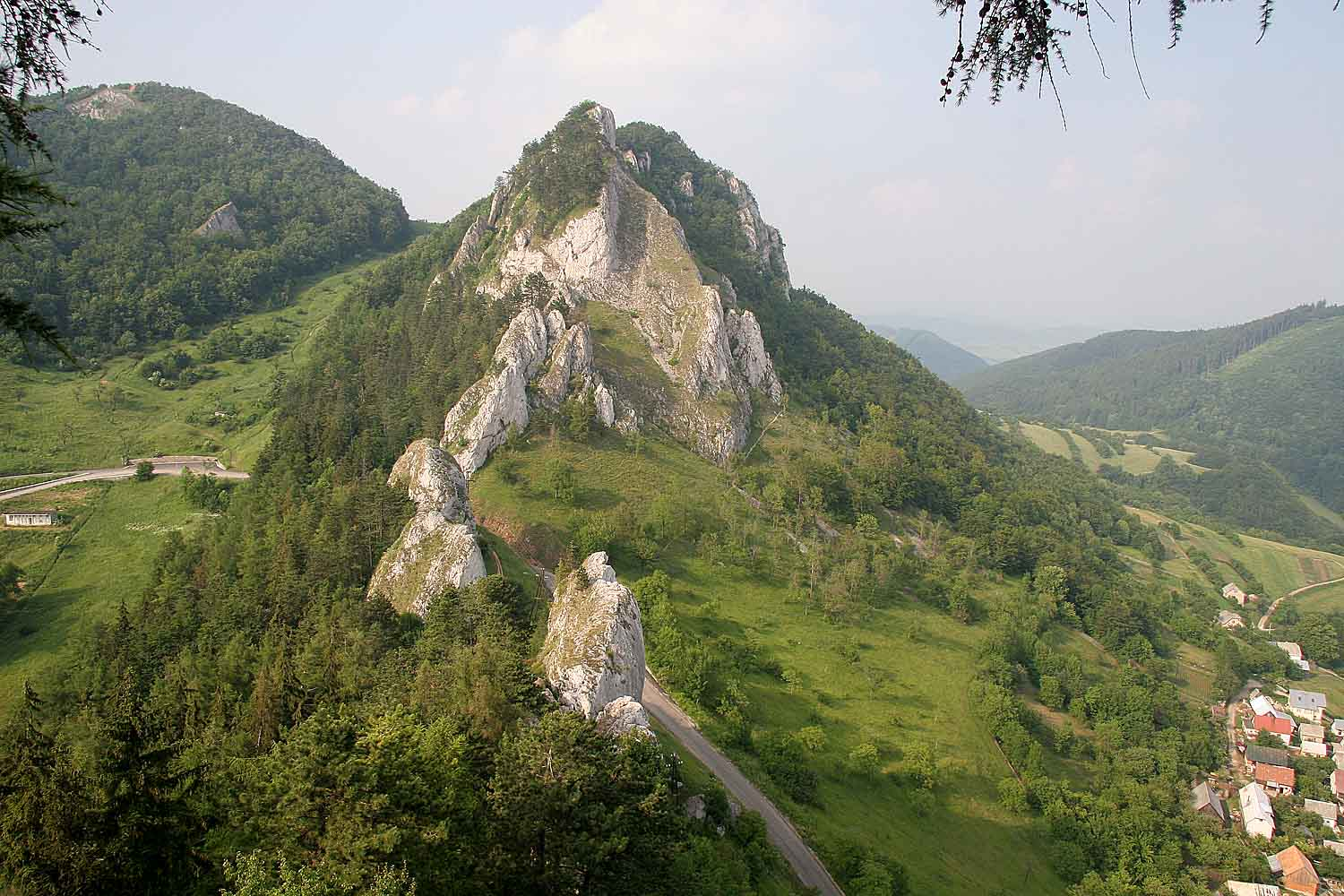
Le mont Vršatecká bradlá au-dessus de Vršatské Podhradie.

Les Carpates blanches s'étendent dans la région frontalière tchéco-slovaque. La crête principale s’élève entre les vallées de la Morava au nord-ouest et de la Váh au sud-est. Elles sont bordées au nord, au-delà du col de Lysá, par les monts Javorník. Plus au sud, les Petites Carpates s'étendent jusqu'à la Basse-Autriche. Les rivières Velička, Myjava et Olšava y prennent leur source.
Parmi les principales villes au pied des montagnes, figurent Uherské Hradiště, le centre de la Slovaquie morave, et Zlín du côté tchèque, ainsi que Nové Mesto nad Váhom et Trenčín du côté slovaque. Durant des siècles, les sentiers à travers le massif faisaient partie des principaux axes de passage et d'échanges commerciaux entre la Moravie et la Haute-Hongrie.

### Sommets

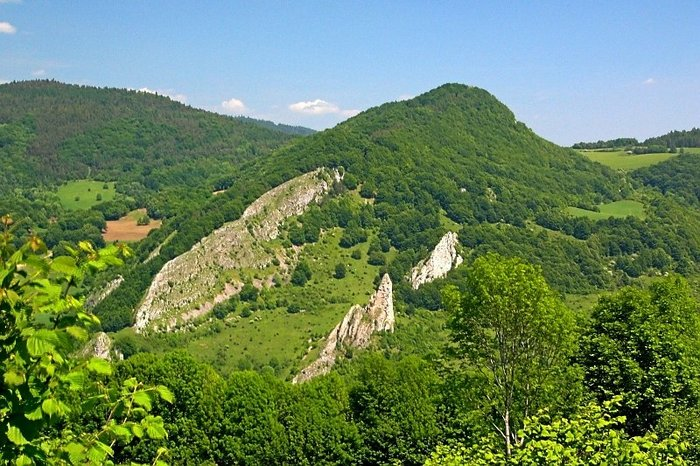
Le mont Červenokamenské bradlo, près de Červený Kameň.

Les principaux sommets sont : 
- Velká Javořina (970 mètres) ;
- Chmeľová (926 mètres) ;
- Makyta (923 mètres) ;
- Velký Lopeník (en) (911 mètres) ;
- Malý Lopeník (884 mètres) ;
- Čupec (819 mètres) ;
- Dúžník (807 mètres) ;
- Machnáč (771 mètres ;
- Kykula (746 mètres).

## Réserve naturelle
La région est protégée des deux côtés de la frontière, au sein du parc naturel des Carpates blanches (en) en Slovaquie fondé en 1979 et de son équivalent tchèque fondé un an plus tard. Elle possède une grande variété de faune et de flore. Quelques espèces y sont endémiques, notamment des orchidées. Le territoire est une réserve de biosphère reconnue par l'UNESCO depuis 1996.